# Landtagswahlkreis Leverkusen II – Rheinisch-Bergischer Kreis I
Der Landtagswahlkreis Leverkusen II – Rheinisch-Bergischer Kreis I war ein Landtagswahlkreis in Nordrhein-Westfalen. Er umfasste einen Teil Leverkusens und die Gemeinden Burscheid und Leichlingen im Rheinisch-Bergischen Kreis. Der Leverkusener Teil entsprach von 1980 bis 1995 dem Gebiet der ehemaligen Gemeinden Opladen und Bergisch Neukirchen, 2000 war es dann der anders abgegrenzte Stadtbezirk II.
Der Wahlkreis wurde zur Landtagswahl 1980 als neu gebildet, aber zur Landtagswahl 2005 wieder aufgelöst. Leverkusen bildet nunmehr einen geschlossenen Wahlkreis, Burscheid und Leichlingen gehören zu Rheinisch-Bergischer Kreis II.
Der Wahlkreis wurde stets von einem Kandidaten der SPD gewonnen.

## Wahlkreissieger
| Wahl | Name                                            | Wahlkreissieger     |
| ---- | ----------------------------------------------- | ------------------- |
| 1980 | 22 Leverkusen II – Rheinisch-Bergischer Kreis I | Siegfried Jankowski |
| 1985 | 22 Leverkusen II – Rheinisch-Bergischer Kreis I | Siegfried Jankowski |
| 1990 | 22 Leverkusen II – Rheinisch-Bergischer Kreis I | Siegfried Jankowski |
| 1995 | 22 Leverkusen II – Rheinisch-Bergischer Kreis I | Gisela Ley          |
| 2000 | 24 Leverkusen II – Rheinisch-Bergischer Kreis I | Gisela Ley          |